# Oribotritia tiwi
Oribotritia tiwi är en kvalsterart som beskrevs av Sandór Mahunka 1987. Oribotritia tiwi ingår i släktet Oribotritia och familjen Oribotritiidae. Inga underarter finns listade i Catalogue of Life.